# ドラゴン、家を買う。
『ドラゴン、家を買う。』（ドラゴンいえをかう）は、原作：多貫カヲ、作画：絢薔子による日本の漫画。『月刊コミックガーデン』（マッグガーデン）において、2017年1月号から2023年1月号まで連載された。

## あらすじ
臆病であるがために、ドラゴンの一族から勘当されてしまったレティ。性格にたがわず力量的にも貧弱な自身が生き残るには、安心で安全な家（マイホーム）を手に入れるしかないと考えた。色々な場所を尋ねるもなかなか見つからない中、エルフの建築士ディアリアと出会い、彼と共に夢のマイホームの購入を求め、様々な種族の人々に出会い、時に騒動に巻き込まれながら内見の旅をする。

## 世界観
基本的には中世ヨーロッパをベースにした異世界であるが、経済と法できちんと統制された現代社会とさほど変わりがない。その反面本来ファンタジーで英雄となるはずの勇者達は法を破ってモンスターに対して殺戮を行うため悪者と立ち位置が変わっている。ただし、異種族でもドラゴンやもろもろのモンスターや魔物に対しては偏見が残っており、襲われるリスクは未だに残ってはいる。種族に関係なく確定申告や税金等、現代にも通じる経済問題も抱えている。

## 登場キャラクター
声の項はテレビアニメ版の声優。
レティ
声 - 堀江瞬
本作の主人公。赤竜のオス。身体こそ大きいが臆病な性格で、ブレスで自身がやけどをし、翼を持ちながら飛ぶこともままならないぐらいの低い力量。自身の不始末で父親（声 - 玄田哲章）から勘当されたため、冒険者からの素材目的で狙われないように安心して暮らせる家を探し始めるが、定住する家もなく、（臨時のバイトなどで収入は得ているが）定職にも就いていないため、現在進行形で住所不定無職である。
ドラゴンでありながら破壊や殺戮とは正反対の心優しい性格で、他者へ気を使ったりする作中一番の常識人でもある。但し、ディアリアを「不動産介の魔王」と勘違いするなど天然ボケな部分もある。文明的な生活を好み、ストレスのないのどかで快適な暮らしを求める。
人間が本人を見ると驚いて逃げたり狩りをしてしまうため、優しさのあまり人が寄り付かないような暮らしを求めている。
当初ディアリアに薦められて自分の家を作るが、セキュリティ強化と金を稼ぐため勇者たちに炎竜王とディアリアたちに紹介され、噂に尾鰭がついて史上最強の暗黒龍と勘違いされていく。
ネルからは「ふぬドラ（ふぬけドラゴン）」呼ばわりされ、ディアリアからも辛辣な言葉をかけられるなど、いいところがないように見えるが、実は手先が器用であり、ネルから髪のセットを頼まれた時は彼女の髪を使って見事な芸術作品に仕上げたり、ピーちゃんの食事である氷を等身大のピーちゃん氷像に作って喜ばせたりするなど、意外なところで芸術的な才能を見せている。
兄弟が多く、11人兄弟の末っ子。
ディアリア・メル・マルソン
声 - 石川界人、悠木碧（幼少期）
エルフの魔王であり、実力も相応に高い。しかし、性格はオタクそのもので、興味のあるものは「げっ歯類の本」などの生物、建築、工学など。幼少時代より知識欲があふれていたため、同郷のエルフの紹介でヨルムンガンドに師事した。そこから知識を学んでいったが、環境上家屋の倒壊が頻発しやすく、ヨルムンガンドも建築には詳しくなかったので、建築学は試行錯誤して学んでいった。青年時代のある日、ティッシュ目当てでたまたま参加した福引で、自身の素質に福引器が反応したせいか、1等の「エルフの魔王の座」を引き当て、不本意であったが最低限の書類仕事をやることを条件として頼みこまれ、結局強制的に魔王をやらされている。その後、バーニーとの旅を経て、本格的に建築士の資格を取った。
異種族に対する偏見が無く、趣味が高じて建築士として活動しており、設計事務所と不動産業を兼業、様々な種族に住まいを提供している。ふとした出来事でレティに興味を抱いてかかわることになり、共に旅をしながら彼に家を紹介していく。レティへ温和に家を紹介している傍ら、やや無茶ぶりに体験生活をさせることもしばしば。
基本的には知的で冷静沈着であるが、酒瓶をまとめ買いした際に割り引かせようとしたり、バーニーの悪口にムキになったりと、俗な部分も多い。
ピーちゃん
声 - 井澤詩織
寒冷地を住処とするフレースヴェルグの雛鳥。フルネームはピヨベルト・ フェルピーア・ピ・アレピーヌ・ピヨデリカで、ネルはピヨベルトと呼んでいる。家探しの旅の途中でレティが卵を見つけ、親探しをしている最中に孵化したため、レティを「パパ」と慕う。
産まれたばかりの雛鳥であるため、非常に純粋であり、本人とは関係ないところで勝手に増え続けるレティの中二病的二つ名や武勇伝によって、父親に対する尊敬の気持ちを日々強くしており、暑さ対策で大量に購入して財政を圧迫する氷とともにレティの悩みのタネになっている。
一方、幼いとはいえフレースヴェルグであるため、叫び鳴きだけで相手を気絶させる力を持つ。
ネル
声 - 福圓美里
レティたちと仲良くなった、人間の国のお姫様。本名は途中で略されるほど長く、作中においてフルネームで呼ばれることは一度もない。
楽しみにしていたカップケーキを父親である国王（声 - 大塚明夫）に食べられてしまったという些細な（レティ曰く「くだらな過ぎる」）理由で喧嘩となり、家出した挙げ句盗賊に誘拐されてしまうが、ディアリアによって救出され、最終的には2人の協力もあって父親と仲直りする。
お姫様らしく「わらわ」という一人称が特徴で、わがままかつ上から目線の態度が目立つが、当初から気を使う性格のレティとは釣りあいが取れており、互いに「友達（友人）」と呼び合うなど自然と仲が良くなっていく。野宿の際は天蓋付きベッドをディアリアに要求するなど、レティたちの旅の一員に加わってからもわがまま放題だが、その一方で何かとレティに対して世話を焼くなど心根は優しいところがある。
父親と仲直りしたことにより一時退場するものの、再びレティたちの前に現れ旅に加わることになる。
勇者一行
声 - 伊東健人（勇者エリック）、たかはし智秋（盗賊ミア）、平川大輔（白魔導士フィン）、西山宏太朗（弓使いブレット）
「勇者」と称される冒険者たちの中で、レティたちがよく遭遇する4人パーティ。レティがらみの出会いで毎回惨敗の憂き目に遭っている。
なお、この世界では勇者たちはモンスターに対する偏見が強く、コミュニケーションを取る前から倒そうと敵意を向けることが多い。また、勇者が英雄として活躍する時代は既に終わり、法で統制された社会が築かれているため、ディアリア曰く、一般的なハンターと違い、国相手への殺戮や民家への犯罪など手段を問わない悪行集団の一党と言われている。
バーニー
声 - 津田健次郎
暗黒龍として恐れられている黒龍。大阪弁の粗暴な口調であるが、悪人ではなくサービス精神旺盛で期待にこたえるために暴れ回っていると自称している。
ディアリアにとって最初の客であり、腐れ縁でもある。強引にディアリアを家さがしに付き合わせ、外の世界に出るきっかけを作った。ディアリアと対等な付き合いをしており、冷静なディアリアを詰ってムキにさせることも多いが、内向的な心を開かせたことで、ディアリアにとっては親友となっていった。エミールという息子がいる。
エミール
バーニーの息子で、父親と同じく大阪弁の粗暴な口調で話す。ドラゴン族に漏れず粗暴だが、レティより小柄。また、手先が器用で、花が大好き。ある夢を叶えるためにディアリアに頼みごとをする。
ヨルムンガンド
声 - 島本須美
ディアリアの師匠である大蛇。千里を見通す知識を持ち、ディアリアを幼少期から育てた、ディアリアにとっては母親同然の存在ではあるが、体が大きすぎるが故に、体を動かすたびに地震などでディアリアの家を悪気なく破壊してしまい、それがきっかけでディアリアは建築学を学ぶことになった。ディアリアがもっと広い世界に出て自立することを心から願っており、あるきっかけで外の世界に出ることを勧める。
ヒューイ
声 - 近藤隆
ケットシーをパートナーに狩りを行うモンスターハンター。ダンジョンで勝手に家に乗りこむ勇者たちとは対照的に常識人であり、無断で家に入らないマナーなどがある男。
心配性ではあり、レティの「炎竜王」の噂を真に受けてしまい。勘違いが暴走して警戒と退治に躍起になっていく。
アルバート
声 - M・A・O
ヒューイの供をするケット・シー。明るく積極的な性格で、心配性なヒューイをなだめることも多い。こちらもヒューイと同様、勘違いが暴走してレティを恐れている。

## 書誌情報
- 多貫カヲ（原作）・絢薔子（作画） 『ドラゴン、家を買う。』 マッグガーデン〈ブレイドコミックス〉、全10巻
  1. 2017年7月10日発売[9][10]、ISBN 978-4-8000-0702-5
  2. 2018年1月10日発売[11]、ISBN 978-4-8000-0741-4
  3. 2018年8月10日発売[12]、ISBN 978-4-8000-0790-2
  4. 2019年4月10日発売[13]、ISBN 978-4-8000-0843-5
  5. 2019年10月10日発売[14]、ISBN 978-4-8000-0902-9
  6. 2020年5月9日発売[15]、ISBN 978-4-8000-0968-5
  7. 2021年4月9日発売[16]、ISBN 978-4-8000-1068-1
  8. 2021年12月9日発売[17]、ISBN 978-4-8000-1155-8
  9. 2022年10月6日発売[18]、ISBN 978-4-8000-1255-5
  10. 2023年8月8日発売[19]、ISBN 978-4-8000-1358-3

## テレビアニメ
2021年4月から6月までTOKYO MXほかにて放送された。ナレーションは森本レオが担当する。

### スタッフ
- 原作 - 多貫カヲ、絢薔子[3]
- 監督・編集 - 春日森春木[3]
- キャラクターデザイン・総作画監督 - 蘇詩宜、朝香栞[3]
- プロップデザイン - 福地祐香
- 美術監督 - 渡辺佳人
- 色彩設計 - 北林千明
- 撮影監督 - 山本聖
- 音響監督 - 納谷僚介
- 音響効果 - 風間結花（フィズサウンドクリエイション）
- 音楽 - 松野恭平[3]
- 音楽プロデューサー - 松岡貴徳
- 音楽制作 - ポニーキャニオン[3]
- プロデューサー - 松岡貴徳、栗田ひろ子、萩生田佳純、仲田有里、福田聡、BONG SUK KIM
- アニメーションプロデューサー - 千野孝敏
- アニメーション制作 - SIGNAL.MD[3]
- 製作 - 「ドラゴン、家を買う。」製作委員会[3]

### 主題歌
「ロールプレイング」
オーイシマサヨシによるオープニングテーマ。作詞・作曲・編曲は大石昌良。
「静かな風」
Non Stop Rabbitによるエンディングテーマ。作詞・作曲は田口達也。編曲は鈴木Daichi秀行。

### 各話リスト
| 話数   | サブタイトル             | 絵コンテ                                                         | 演出         | 作画監督                              | 初放送日      |
| ------ | ------------------------ | ---------------------------------------------------------------- | ------------ | ------------------------------------- | ------------- |
| 1軒目  | いろんな家               | 春日森春木 蘇詩宜 朝香栞 黒田捺美 森田二椎奈 福地祐香 玉井あかね | 春日森春木   | 蘇詩宜 朝香栞                         | 2021年 4月4日 |
| 2軒目  | 落ちる家                 | 朝香栞 黒田捺美                                                  | 春日森春木   | 蘇詩宜 朝香栞                         | 4月11日       |
| 3軒目  | はじめての家             | 蘇詩宜 森田二惟奈                                                | 春日森春木   | 蘇詩宜 朝香栞                         | 4月18日       |
| 4軒目  | 冷たい家                 | 春日森春木 福地祐香 黒田捺美 玉井あかね 森田二椎奈               | 春日森春木   | 蘇詩宜 朝香栞                         | 4月25日       |
| 5軒目  | 集まってる家             | 春日森春木 玉井あかね 森田二惟奈                                 | うえだしげる | 竹谷今日子                            | 5月2日        |
| 6軒目  | ドラゴン、緊急事態       | 黒田捺美 福地祐香                                                | 曽根利幸     | はっとりますみ スタジオマスケット     | 5月9日        |
| 7軒目  | たたかう家               | 森田二惟奈 玉井あかね                                            | 春日森春木   | 本田創一 加藤初重                     | 5月16日       |
| 8軒目  | ピーちゃん、遊びに行く。 | 黒田捺美                                                         | うえだしげる | SIGNAL.MD 蘇詩宜 朝香栞               | 5月23日       |
| 9軒目  | 黒い竜の家               | 玉井あかね 森田二惟奈 黒田捺美                                   | うえだしげる | 蘇詩宜 朝香栞                         | 5月30日       |
| 10軒目 | 狩人、ドラゴンを追う。   | 玉井あかね                                                       | 春日森春木   | スタジオマスケット                    | 6月6日        |
| 11軒目 | 国営の家                 | 森田二惟奈                                                       | うえだしげる | SIGNAL.MD 本田創一 スタジオマスケット | 6月13日       |
| 12軒目 | 防衛する家               | 春日森春木 白佐木和馬                                            | 春日森春木   | 黒田捺美 Cha Myeongjoon KU JA CHEON   | 6月20日       |

### 放送局
| 放送期間               | 放送時間                     | 放送局       | 対象地域   | 備考                                      |
| ---------------------- | ---------------------------- | ------------ | ---------- | ----------------------------------------- |
| 2021年4月4日 - 6月20日 | 日曜 22:00 - 22:30           | TOKYO MX     | 東京都     |                                           |
| 2021年4月6日 - 6月22日 | 火曜 2:59 - 3:29（月曜深夜） | 読売テレビ   | 近畿広域圏 | 『MANPA』第3部                            |
| 2021年4月7日 - 6月23日 | 水曜 0:00 - 0:30（火曜深夜） | BSフジ       | 日本全域   | BS/BS4K放送 / 『アニメギルド』枠          |
| 2021年5月8日 - 7月24日 | 土曜 20:30 - 21:00           | アニマックス | 日本全域   | BS/CS放送 同年4月24日に1・2軒目を先行放送 |

| 配信開始日    | 配信時間                   | 配信サイト |
| ------------- | -------------------------- | --- |
| 2021年4月4日  | 日曜 23:00 更新            | ABEMA |
| 2021年4月11日 | 日曜 0:00（土曜深夜） 更新 | ニコニコチャンネル Rakuten TV Video Market GYAO!ストア クランクイン！ビデオ DMM.com バンダイチャンネル auスマートパスプレミアム TELASA dアニメストア Amazon Prime Video Hulu Netflix ひかりTV U-NEXT アニメ放題 FOD ytv MyDo! GYAO! |
|               | 日曜 23:30 - 月曜 0:00     | ニコニコ生放送 |

### BD
| 巻 | 発売日        | 収録話          | 規格品番   |
| -- | ------------- | --------------- | ---------- |
| 1  | 2021年6月16日 | 第1話 - 第3話   | PCXP-50841 |
| 2  | 2021年7月21日 | 第4話 - 第6話   | PCXP-50842 |
| 3  | 2021年8月18日 | 第7話 - 第9話   | PCXP-50843 |
| 4  | 2021年9月15日 | 第10話 - 第12話 | PCXP-50844 |